# هاریلال گاندی
هاریلال گاندی (به هندی: हरीलाल गांधी) پسر ارشد ماهاتما گاندی، رهبر سیاسی و معنوی هندوستان بود. 
هاریلال گاندی به «عیاشی» و «بی‌بندوباری» شهرت داشت. وی در زمانی که پدرش، به مبارزه با امپراتوری بریتانیا برخاسته بود، به احتکار منسوجات انگلیسی دست زد، اما با پایان جنگ جهانی اول و زیر بار دیون سنگین، ورشکست شد. دوستان مسلمان گاندی به یاری‌اش آمدند و با پرداخت بدهی‌هایش او را رهین منت خود ساختند. هاریلال، به جبران دیونش، به زودی به دین اسلام در آمد و اسم «عبدالله» را برای خود برگزید. اما عبدالله هم به عیاشی و بی‌بندوباری ادامه داد و بعدتر، به اصرار مادرش، دوباره به آیین هندو برگشت.